# 俞瑞璋
俞瑞璋（1925年—2023年2月23日），籍貫浙江，台灣心臟科醫師。曾任中華民國數任總統的醫療團隊、陸軍第一總醫院（三軍總醫院之前身）心臟外科第一任主任、榮民總醫院心臟血管科創科主任，最後於榮總退休。於台灣第一位使用人工心肺機進行心臟外科手術的醫師，1963年獲得第一屆十大傑出青年。